# Apparatus
Apparatus je spletna platforma za ustvarjalce podcastov. 
Vodi jo Anže Tomić, nekdanji spletni urednik tednika Mladina ter nekdanji radijski voditelj na Radiu Študent in trenutni spletni urednik na Valu 202, ki je znan kot sultan slovenske podcast scene.

## Začetki
Prvo oddajo je objavil Anže Tomić dne 4. oktobra 2012 v podcastu Apparatus (gost Jure Forstnerič), po katerem je kasneje poimenoval celotno platformo. Priprave na začetek so trajale kar nekaj časa, v septembru istega leta je v ta namen posnel več poskusnih oddaj.

## Ustvarjalci
| Podcast            | Ustvarjalci                                              | Tema                            | Datum prve oddaje  | Prvi podcast (tema/gost)                  | Število oddaj |
| ------------------ | -------------------------------------------------------- | ------------------------------- | ------------------ | ----------------------------------------- | ------------- |
| Apparatus          | Anže Tomić                                               | Intervju                        | 4. oktober 2012    | Jure Forstnerič                           | 187           |
| Glave              | Boštjan Gorenc Pižama Anže Tomić                         | Zabava, pop kultura             | 5. maj 2013        | Čarovnik po DHLu                          | 144           |
| Podrobnosti        | Boštjan Nachbar Anže Tomić                               | Šport, vesolje, weird zadeve    | 21. oktober 2013   | Boštjan Gorenc Pižama – Fizika uriniranja | 120           |
| FilmFlow           | Bojana Bregar Maja Peharc Ana Šturm Maja »Willow« Zupanc | Film                            | 11. januar 2014    | Frances Ha                                | 127           |
| Apgrejd            | Jan Ferme Uroš Miklavčič                                 | Informacijska tehnologija       | 23. junij 2014     | Telefon, ki bruha ogenj                   | 122           |
| Opazovalnica       | Jure Godler Anže Tomić                                   | Zabava, pop kultura             | 2. januar 2016     | Kjer se opazuje                           | 68            |
| O.B.O.D.           | Mito Gegič Igor Harb Aljoša Harlamov                     | Žanrske umetnosti, Marvel in DC | 18. september 2018 | Temni vitez in njegov avto                | 144           |
| Neaktivni podcasti |                                                          |                                 |                    |                                           |               |
| Pivotiranje        | Nejc Štukl Gal Zbačnik Miha Penko                        | Košarka                         | 20. avgust 2013    | Kavč selektorji                           | 76            |
| IgluImpro          | Juš Milčinski Peter Frankl Vid Sodnik                    | Gledališka improvizacija        | 30. oktober 2013   | Začetki                                   | 14            |
| Bluzenje           | Tin Vodopivec                                            | Stand up                        | 11. februar 2014   | Vid Valič                                 | 6             |

Zadnja posodobitev: 11. junij 2019